# 22.ª Divisão Panzer (Alemanha)
A 22ª Divisão Panzer (em alemão: 22. Panzer-Division) foi uma unidade militar blindada da Alemanha que esteve em serviço durante a Segunda Guerra Mundial.

## Comandantes
| Comandante                         | Data                                                    |
| ---------------------------------- | ------------------------------------------------------- |
| Generalmajor Wilhelm von Apell     | 25 de setembro de 1941 - 12 de setembro de 1942         |
| Oberst Hellmut von der Chevallerie | 13 de setembro de 1942 - 31 de outubro de 1942 m.d.F.b. |
| Oberst Eberhard Rodt               | 1 de novembro de 1942 - 30 de abril de 1943 m.d.F.b.    |
| Generalmajor Eberhard Rodt         | 1 de março de 1943 - 4 de março de 1943                 |

## Área de operações
| França                     | setembro de 1941 - de fevereiro de 1942 |
| Frente Oriental, setor sul | fevereiro de 1942 - de abril de 1943    |